# Kamelmilch
Kamelmilch ist die Milch der Kamelstute. Sie ist in den ersten Monaten die natürliche Nahrung des Jungtiers. 

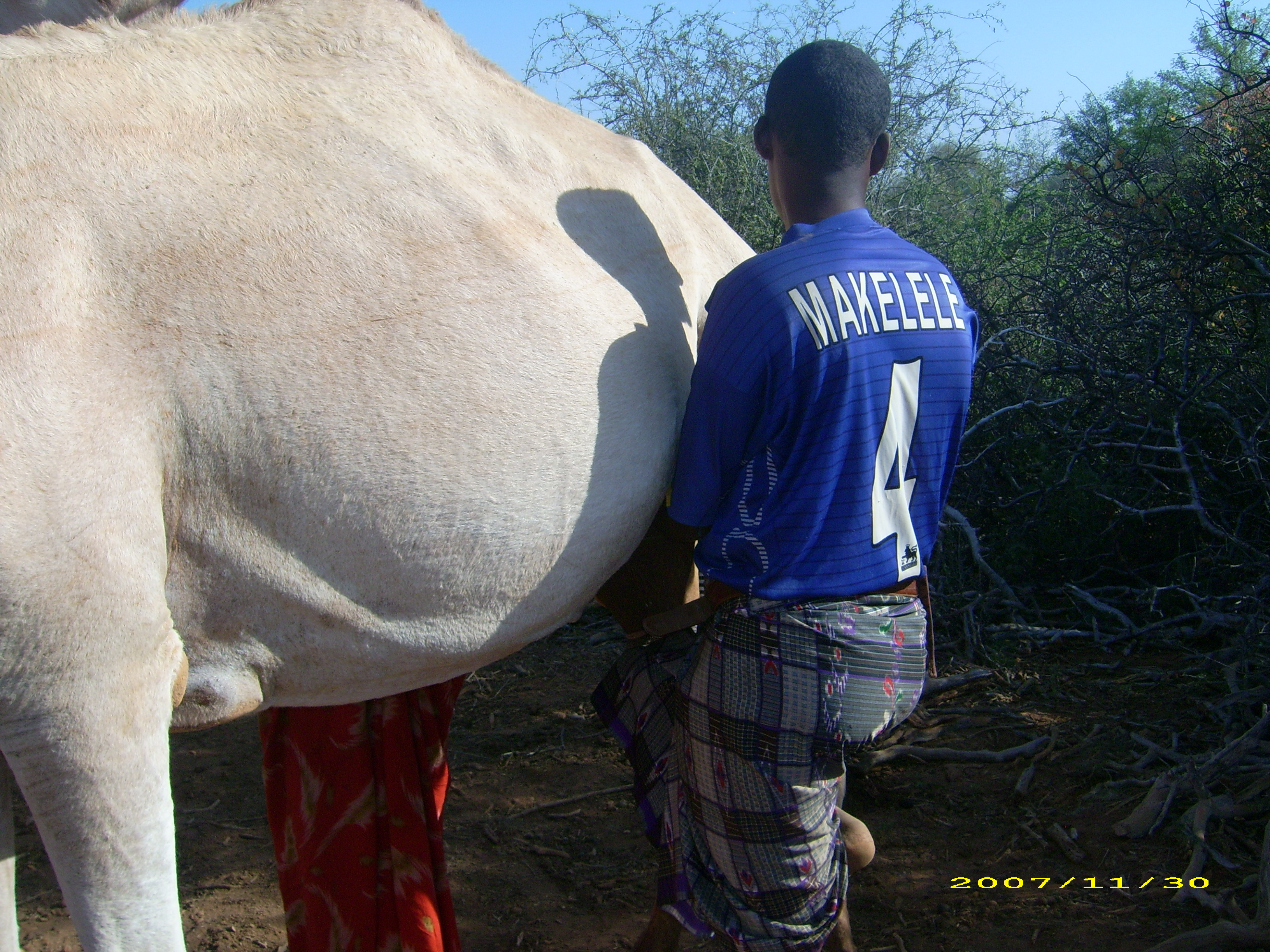
Melken einer Kamelstute

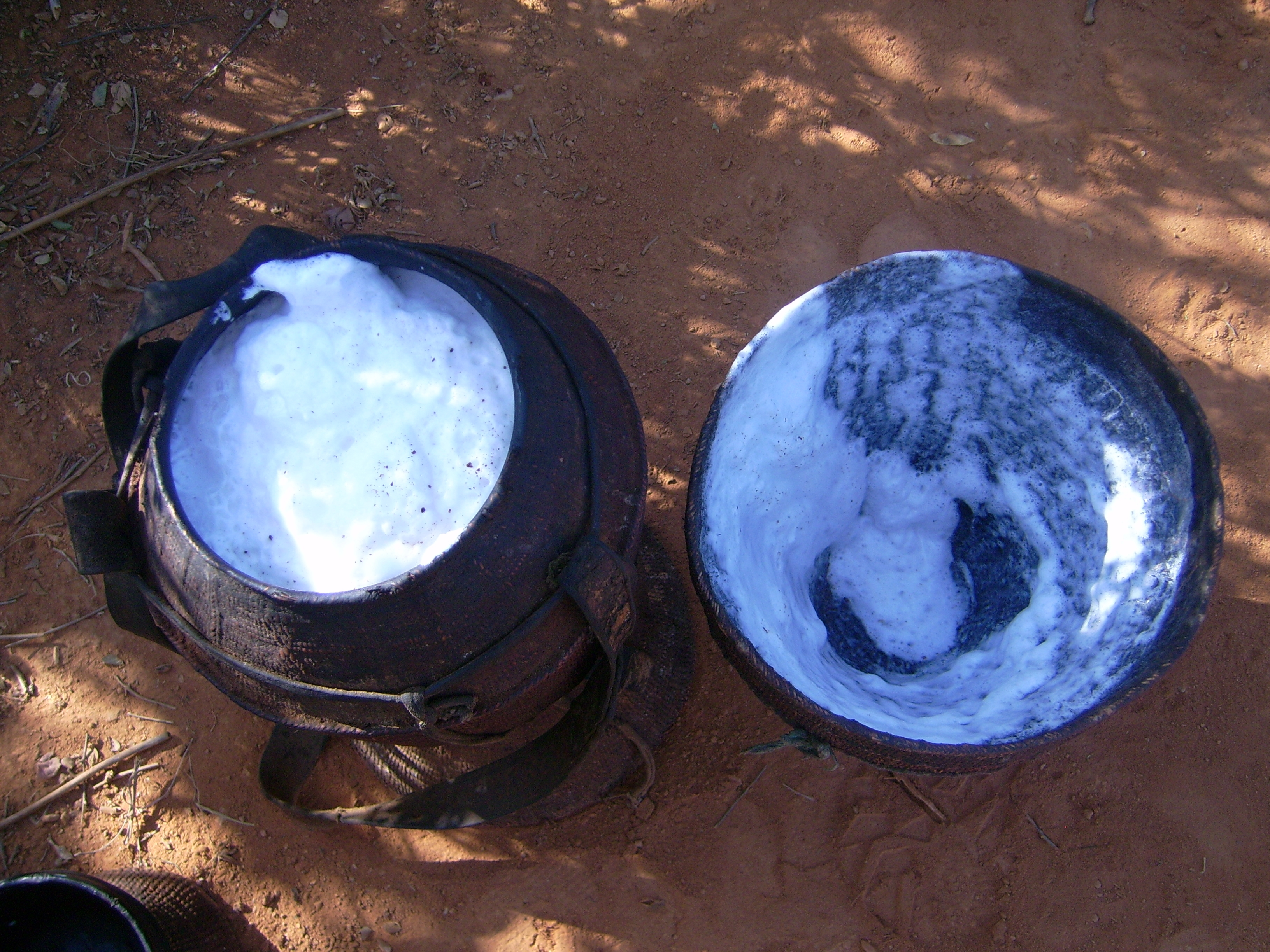
Frische Kamelmilch in ortsüblichen Behältern

Der Protein- und Fettgehalt gleicht etwa dem der Kuhmilch, sie enthält jedoch fast das Vierfache an Vitamin C. Ähnlich wie Eselsmilch ist sie als Ersatzmilch für Menschen mit Kuhmilch-Allergie geeignet.

## Wirtschaftliche Bedeutung
Kamelmilch ähnelt frisch geschmacklich der Kuhmilch und wird in nordafrikanischen und arabischen Ländern im industriellen Maßstab hergestellt. Maschinelles Melken ist möglich und wird z. B. in Kasachstan oder Saudi-Arabien praktiziert. Kamelmilch ist in den Vereinigten Arabischen Emiraten und im Oman in großen Supermärkten erhältlich. Auch Speiseeis wird aus Kamelmilch hergestellt. Inzwischen gibt es auch kommerzielle Kamelfarmen in Australien, Europa und in den USA, die auch Kamelmilch verkaufen.
Bei zwei- bis dreimaligem Melken wird eine Tagesmenge von 1,5 bis 3 Litern erreicht, hingegen auf professionellen Milchfarmen in Saudi-Arabien und Kasachstan durchschnittlich 15 Liter. Das Melken von Kamelen ist wesentlich schwieriger als beispielsweise von Kühen, daher saugen zunächst die Kamelfohlen kurz Milch, ehe mit dem maschinellen Melken begonnen wird. Die Fohlen stehen während des gesamten Melkvorgangs daneben und saugen zum Schluss die Restmilch.

## Gesundheitliche Bedeutung
Kamele leben in der Regel nicht in Massentierhaltung, sondern in großen Herden. Sie geben keine Milch, wenn sie sich nicht wohlfühlen. Im Gegensatz zur Kuhmilch enthält die Milch die dreifache Menge Vitamin C, aber kein β-Lactoglobulin. Das Protein ist in der Kuhmilch vorhanden und sorgt für die Symptomatik bei Milchallergikern. Außerdem enthält die Kamelmilch Lanolin und Elastin, das sich positiv auf die Haut auswirkt, weshalb die Milch auch Seifen und Cremes beigefügt wird.
Kamelmilch soll Juckreiz und Rötungen bei Neurodermitis-Patienten lindern, außerdem durch eine bessere Fettverträglichkeit bei Tuberkulose helfen.